# Сент-Еннс-Бей
Сент-Еннс-Бей (англ. Saint Ann's Bay, ям. креол Sint Anz Bie) — місто на півночі Ямайки в графстві Суррей. Місто є столицею округи Сент-Енн.

## Відомі люди
- Маркус Гарві — діяч всесвітнього руху за права чорношкірих.